# 演歌ジャックス
『演歌ジャックス』（えんかジャックス）は、メディアジャックスの制作により、2012年2月から放送されている歌謡番組である。番組ロゴ等では『演歌JACKS』と表記されている。

## 概要
前身はサンテレビ等で12年間放送されていた『演歌味めぐり』。その後、地上波では奈良テレビにて『演歌味めぐり』の後番組扱いとして2012年4月4日より放送されている。また、奈良県では演歌熱が高いこともあり、奈良テレビでは視聴率が高いとされている。
本番組は基本的に大阪市大正区にある情熱ホール楽で行われているが、まれにショッピングセンターなど、別の会場にて公開収録が行われることもある。

## 出演者
MC
- 小池史子
- 島幸作
- 下佐古美樹
- ファンキーコバ

歌手
- MARI

## ネット局
| 放送対象地域                      | 放送局                                       | 系列           | 放送日時           | 備考                                 |
| --------------------------------- | -------------------------------------------- | -------------- | ------------------ | ------------------------------------ |
| 奈良県                            | 奈良テレビ                                   | 独立局         | 水曜 14:00 - 14:30 | [ 注 1 ]                             |
| 関西地区 （奈良県・滋賀県を除く） | J:COMチャンネル 11ch                         | ケーブルテレビ | 火曜 10:00 - 10:30 | 制作協力                             |
| 熊本県                            | あ〜ぶるチャンネル1                          | ケーブルテレビ | 月曜 16:00 - 16:30 | 月曜以外の同時間帯にリピート放送あり |
| 兵庫県                            | 養父市ケーブルテレビジョン（ふれあいネット） | ケーブルテレビ | 毎日 17:30 - 18:00 | 毎週土曜日に更新                     |

## スタッフ
- 構成：楠本佳生
- CAM ：藤野俊明
- SW／編集：吉川努
- 音響：安堂義昭
- 照明：南企画
- 番組取材：曽崎思之（Webプレス社）
- 着付：上村たか子
- 記録：藤田啓右
- 協力：カラオケレインボー、K・Iキッズクラブ、元祖コーラルサンド21R、月刊カラオケファン、JOYSOUND、ファレストホーム住販、ウイングス・エンタテインメント、メディアジャックスグループ、つどい酒処 喰茶
- 技術協力：映像屋ZOOM
- 制作協力：南企画、J:COM
- 制作デスク：高田梢
- AD：宮崎彰義
- ディレクター・AP：島幸作
- プロデューサー：正木正子
- チーフプロデューサー：楠本佳生
- 制作著作：メディアジャックス